# Lipomatosis dolorosa
Lipomatosis dolorosa (auch: Adiposis dolorosa, Adipositas dolorosa, Morbus Dercum, Fettgewebs-Rheumatismus, Neurolipomatosis, Lipalgie) ist eine Erkrankung des Fettgewebes.
Erstmals beschrieben wurde sie 1888 durch Francis Xavier Dercum (1856–1931).

## Ätiologie
Die Krankheitsursache ist unbekannt. Es existieren Einzelfallbeschreibungen von autosomal-dominanten Erbgängen.
Vermutungen (in Einzelfällen nachgewiesen) gehen von Störungen in der Synthese von C18-Fettsäuren, Nervenentzündungen, Fehlregulationen des Nervensystems oder Schilddrüsenstörungen bis hin zur Hypothese, dass die Ablagerungen des Fettes Druck auf die Nerven ausüben könnten.

## Diagnostik
Die Diagnose wird in der Regel klinisch gestellt und anschließend histologisch abgesichert.

## Epidemiologie
Frauen erkranken wesentlich häufiger als Männer, meist im mittleren Lebensalter. Zahlen über Inzidenz oder Prävalenz liegen nicht vor.

## Symptome
Typisch sind stärkste Schmerzen im Bereich von Fettgewebsablagerungen. Diese treten bevorzugt am Bauch, am Knie, am Ellenbogen, am Gesäß sowie an den Seiten von Oberarmen und Oberschenkeln auf. Schon bei minimaler Berührung und geringem Druck (z. B. durch Kleidung) kommt es zu starken Schmerzen, die im Laufe von Jahren an Intensität zunehmen.
Daneben treten diverse Begleitsymptome auf wie z. B. Mundtrockenheit, Schwellungen, Karpaltunnel-Syndrom oder Kopfschmerzen.
Durch die Symptomatik kommt es außerdem meist auch zu begleitenden psychosozialen Problemen.

## Subtypen
Es werden drei Subtypen klassifiziert, die sich gemäß der Lokalisierung der Schmerzen unterscheiden: juxta-artikulär, diffus-generalisiert und nodulär.

## Therapie
Eine kausale Behandlung ist nicht möglich. Die Schmerzen sind durch klassische schmerzmodulierende Behandlung nicht beeinflussbar. Mittel der Wahl ist die intravenöse Therapie mit Lidocain, was meist zu einer mehrwöchigen schmerzfreien Phase führt. Alternativ kann Mexiletin gegeben werden. Operative Optionen können die Entfernung und Absaugung des Fettes sein.